# Pálka na stolní tenis
Pálka na stolní tenis patří k základnímu vybavení potřebnému pro hru stolního tenisu. Skládá se většinou z dřevěné hrací plochy pokryté gumovým potahem a z dřevěné rukojeti. Na základě herního stylu si hráč vybírá druh potahů, který mu bude nejvíce vyhovovat. Důležitá je i barva potahů – z jedné strany vždy červená a z druhé černá. V dubnu 2019 účastníci kongresu ITTF při Mistrovství světa ve stolním tenisu v Budapešti diskutovali i o jiných barvách, přičemž na jedné straně musí být vždy černá a na druhé červená, modrá, zelená, růžová nebo fialová. Barva tohoto druhého potahu však bude vycházet z hráčových preferencí, nesmí ale být ve stejné barvě jako stůl či míček). Průměrná hmotnost pálky činí 170–190 g (z toho přibližně 90 g dřevo), její průměrné rozměry 17 × 16 cm (bez rukojeti, v pravidlech nejsou přesně určeny).

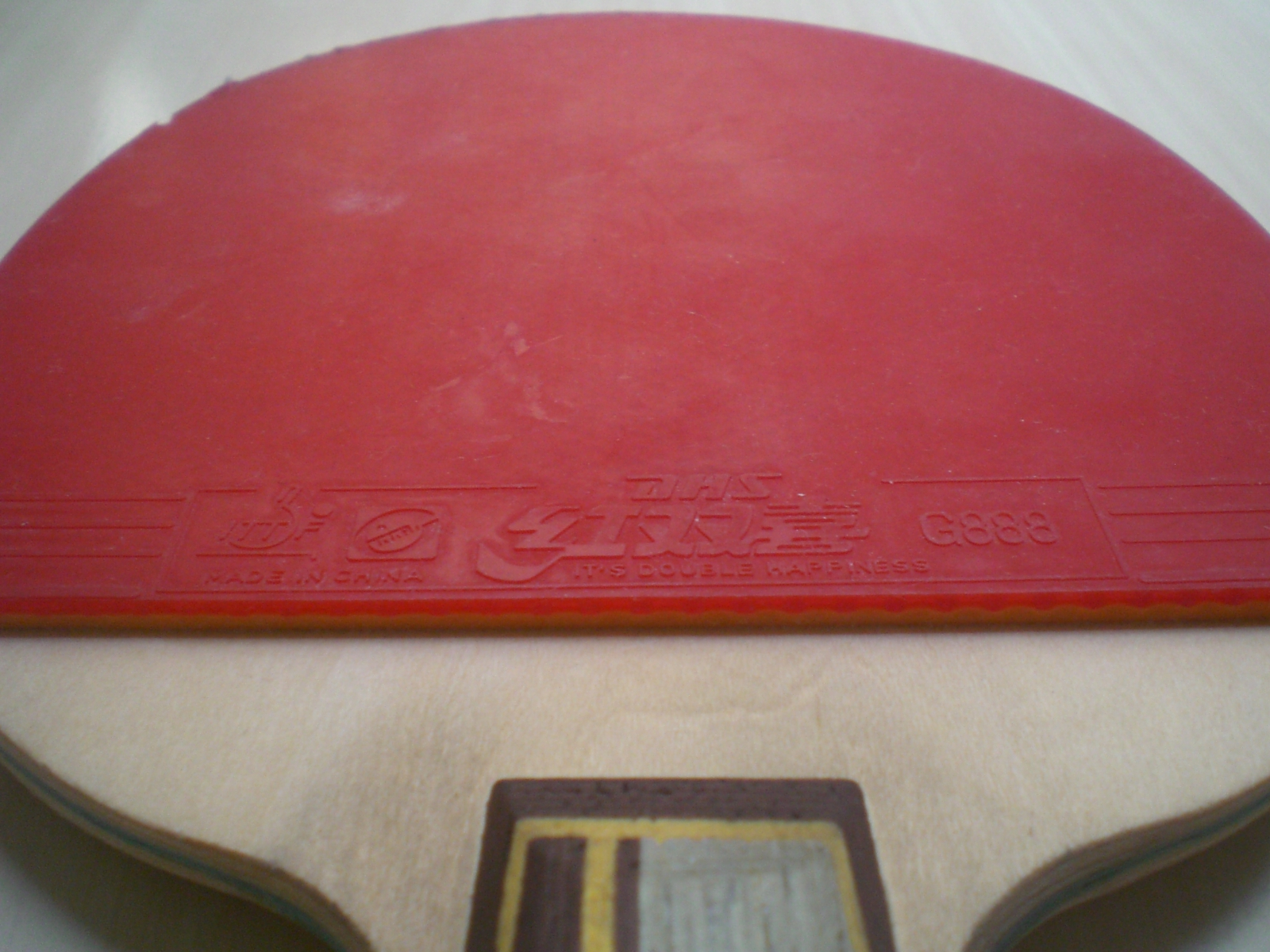
Softový potah

## Historie
Československý sportovní funkcionář, trenér a metodik Ernest Demetrovič rozdělil roku 1984 ve své knize Stolný tenis vývoj pálky do pěti etap:
1. Období dřevěné pálky – Na konci 19. století, kdy si ping-pong rychle získal popularitu po celé Evropě, byla pálka vyrobena pouze ze dřeva. První zmínka o stolním tenisu v Evropě z roku 1881 dokonce informovala, že se jim pálkami stala víka od krabice a míčkem korková zátka od vína.
2. Období pálky s gumou (1827–1951) – Gumové potahy se staly její neodmyslitelnou součástí až po prvně pořádaném MS ve stolním tenisu v Londýně roku 1926, kde vyhráli hráči s vroubkovanými gumovými potahy na plné čáře. Hra se stala úderově rozmanitější, zvýšila se fyzická náročnost hry, míčku bylo totiž možno udělit nepředvídatelnou rotaci.
3. Období pálky s houbou, tzv. japonské období (1952–1959) – S houbovitou vrstvou pod gumovým potahem přišli nejprve Japonci, kteří na MS v Bombaji roku 1952 zaskočili celou ping-pongovou elitu a ovládli celý turnaj. Revoluční bylo také to, že odraz míčku nebyl oproti předchozím potahům téměř vůbec slyšet. I přes mnoho odpůrců této inovace byly pálky s houbou částečně schváleny kongresem roku 1959.
4. Období sendvičové pálky (1959–1969) – Od kongresu roku 1959 byly schváleny dva druhy potahů s houbou – s vroubky dovnitř (soft) a s vroubky ven (sendvič). Díky této změně bylo možné používat další techniky úderů, např. topspin a kontratopspin. Hra mohla být zahájena podáním s velkou rotací. V tomto období se začalo vyrábět nepřeberné množství různých potahů a pružných dřev.
5. Období účinných druhů pálek (1970–dodnes) – Od tohoto období preferuje většina hráčů útok pomocí topspinů ze všech částí stolu. Byl vyvinut potah antitopspin, se kterým bylo možno právě takové údery účinně vracet. Od roku 1986[3] je nutné mít obě strany pálky barevně odlišné, aby soupeř věděl, jakým druhem potahu soupeř právě míček vrací.

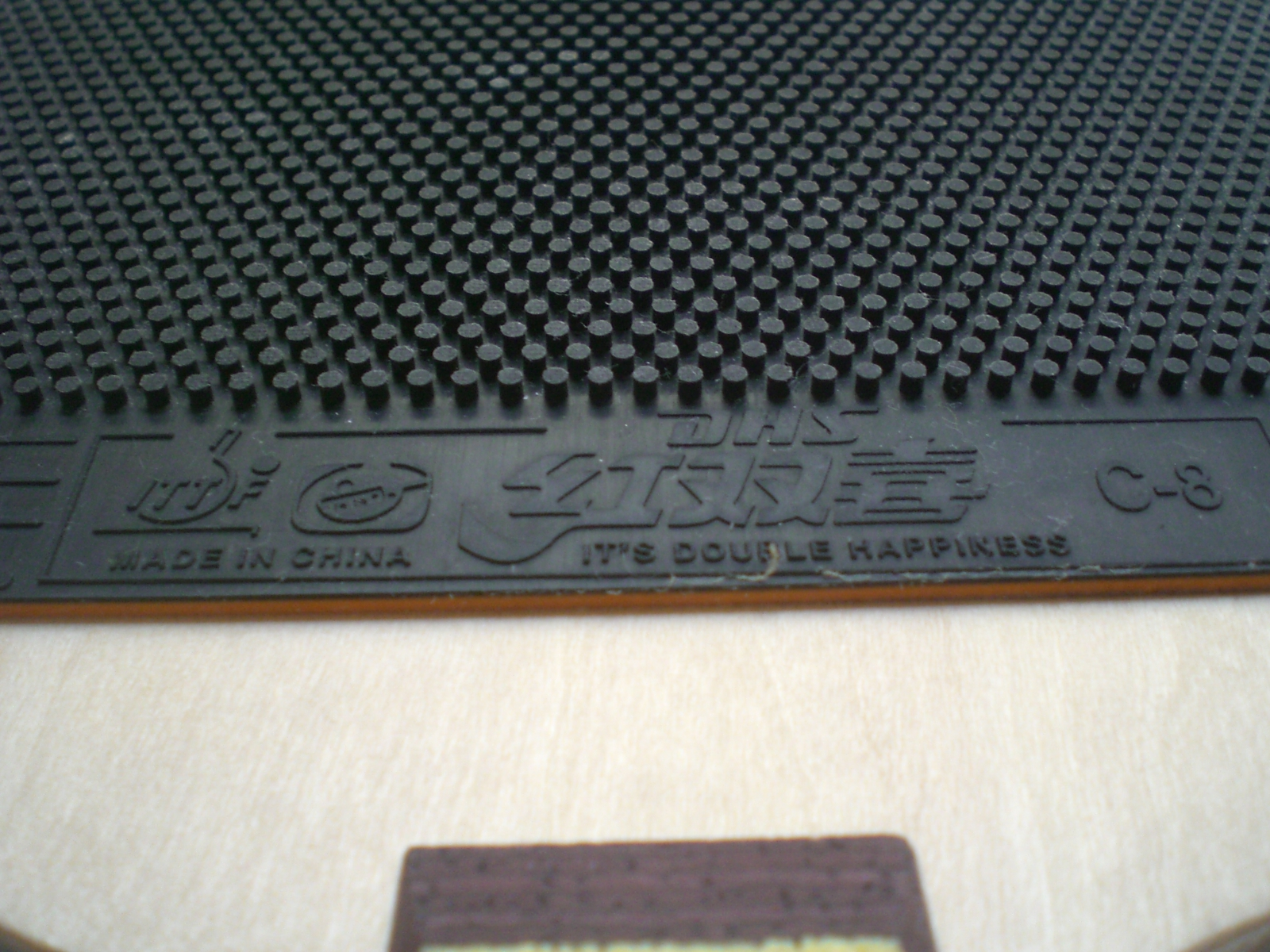
Tráva

## Druhy potahů
Druhy potahů pálky můžeme rozdělit na čtyři typy. Tabulka zohledňuje také vhodnost potahu na jednotlivá dřeva (OFF – útočné, DEF – obranné, ALL – smíšené).
| Druh potahu | Vzhled                               | Vlastnosti                                                    | Herní styl  | Příklady                             |
| ----------- | ------------------------------------ | ------------------------------------------------------------- | ----------- | ------------------------------------ |
| Soft        | Vroubky dovnitř, tlustá vrstva houby | rychlý, možnost velké rotace                                  | OFF/ALL/DEF | Butterfly Tenergy, Donic Bluefire    |
| Antitopspin | Vroubky dovnitř, tvrdá houba         | pomalý, velmi malý odraz                                      | DEF         | Joola Amy, Donic Anti                |
| Sendvič     | Vroubky ven, kratší, dále od sebe    | poměrně rychlý, dobrá kontrolovatelnost, nízká možnost rotace | ALL         | Andro Blowfish, Butterfly Flarestorm |
| Tráva       | Vroubky ven, delší, blíže u sebe     | velmi pomalý, vrací soupeři rotaci                            | DEF         | Butterfly Feint, Donic Akkadi        |

### Vlastnosti potahů
Potahy lze porovnávat na základě mnoha ukazatelů. Mezi základní patří:
- Rychlost
- Rotace
- Kontrola
- Tvrdost houby
- Tloušťka houby (max. 4 mm)
- Tloušťka potahu (max. 2 mm i s vroubky)

## Dřevo
Dřevo je složeno z rukojeti a hlavy.

### Dělení

#### Materiál
- celodřevěné
- kompozitní – alespoň 85 % materiálu musí být z přírodního dřeva

#### Typ hry
- DEF – (pomalejší)
- DEF
- DEF + (rychlejší)
- ALL – (pomalejší)
- ALL
- ALL + (rychlejší)
- OFF – (pomalejší)
- OFF
- OFF + (rychlejší)